# Instituto Superior Autónomo de Estudos Politécnicos
O Instituto Superior Autónomo de Estudos Politécnicos (IPA) foi uma instituição de ensino superior politécnico, situada na cidade de Lisboa, em Portugal. Fundada em 1990 e encerrada em 2016, especializado na formação nas áreas das artes, engenharias e tecnologias. Destacou-se por ser uma das principais entidades responsáveis pelo Festival de Cinema da Arrábida.

## Descrição
Nos seus últimos anos, o Instituto funcionou no Campus do Lumiar, em Lisboa.
Fazia parte do grupo de educação Evolution, que desenvolvia o ensino de um ponto de vista empresarial, apostando, segundo o grupo, no conceito do "saber fazer" e na "vertente criativa". Em 2009, o grupo incluía igualmente o Colégio Cesário Verde, a Escola Técnica de Imagem e Comunicação, e a Escola Profissional de Imagem. Cada estabelecimento tinha uma função educativa específica, cabendo ao IPA a componente de ensino politécnico. A proprietária do instituto era a Cooperativa Universitária de Ensino Científico e Técnico (CITE).
Devido à sua natureza como estabelecimento politécnico, reforçou-se a aposta em vertentes mais práticas, com métodos de ensino que acompanhavam a evolução da estrutura empresarial portuguesa. Ao longo da sua carreira, destacou-se como um estabelecimento nas áreas mais ligadas à tecnologia, como engenharia civil e mecânica, gestão e informática. Também dava atenção às vertentes profissionais de teor mais criativo, como design. A sua oferta formativa era composta por cursos de primeiro ciclo e de pós-graduação.

## História
O Instituto foi formado em 1990, originalmente com o nome de Instituto Politécnico Autónomo, tendo sido reconhecido como de Interesse Público pela Portaria n.º 894/90, de 25 de Setembro. Foi criado por iniciativa de um grupo de docentes do ensino superior, que defendiam a ampliação e desenvolvimento da rede de ensino superior como um pilar do desenvolvimento nacional. Originalmente funcionava na zona de Belém, nas antigas Oficinas Gerais de Material de Engenharia, e depois passou para Xabregas, onde ficou até 2008. Instalou-se posteriormente na Rua da Boavista, em Santos, e finalmente no Lumiar.
Em 2002 passou por um profundo processo de reestruturação, no sentido de se adequar às novas regras no sistema nacional de ensino, tendo mudado a sua denominação para Instituto Superior Autónomo de Estudos Politécnicos pelo Aviso n.º 2525/2002, de 22 de Fevereiro. Desta forma, foi alterado o esquema dos ciclos de estudos e os graus disponibilizados, garantindo a sua adaptação às novas estruturas legais. Em 2008 reforçou a sua oferta formativa com a introdução de cursos mais ligados à área da criatividade, acompanhando desta forma as novas tendências empresariais, que se estavam a desenvolver a nível global.
Em Abril de 2010, o director do Instituto Superior Autónomo de Estudos Politécnicos, Diogo Teixeira, foi um dos promotores do colóquio Reinventar a sala de aula, onde se procurou discutir a introdução de novos métodos de organização das salas de aulas, no sentido de alterar a forma como interagiam os professores e alunos. De acordo com Diogo Teixeira, a composição tradicional das salas de aula causava problemas de motivação nos alunos, e que entre aqueles que alcançavam o ensino superior, «já são muito poucos aqueles que conseguem ser estimulados».
Em 2011, o Instituto foi responsável pela organização de uma conferência sobre a renovação e reabilitação das zonas do Cais do Sodré e Santos, em Lisboa, que contou com a participação de representantes da Câmara Municipal de Lisboa e de vários arquitectos que avançaram com planos de reabilitação urbana para aquelas áreas, como Carrilho da Graça, José Manuel dos Santos e Ricardo Carvalho. Nesse ano, a cooperativa onde se inseria o estabelecimento de ensino foi uma das várias em território nacional onde se verificou uma grande redução no número de alunos, gerando uma quebra nas receitas. Com efeito, perdeu cerca de 113 mil Euros de receitas em relação a 2010, tendo sido a cooperativa que teve o menor volume de negócios neste período. Naquele ano lectivo, o Instituto tinha 227 alunos. Em Novembro de 2012, a Agência de Avaliação e Acreditação do Ensino Superior determinou o encerramento de vários cursos em instituições de ensino nacionais, por considerar que não reuniam as condições necessárias para a sua manutenção. Um dos cursos que foram encerrados no âmbito deste processo foi o de design do IPA.
Em 2013 já se tinha iniciado o processo para a fusão entre o Instituto Superior Autónomo de Estudos Politécnicos e o Instituto Superior de Educação e Ciências, tendo sido pedida autorização ao Ministério da Educação e Ciência para que o IPA passasse para o campus do ISEC. Desta forma, o ISEC ampliaria a sua oferta formativa nas áreas de engenharia.
Em 2015, o Instituto era um dos estabelecimentos privados de ensino que estavam em risco de encerrar devido à falta de procura, tendo nessa altura menos de cem alunos e uma redução superior a 50% na evolução nas inscrições de novos alunos. Esta situação foi causada pela grande redução de alunos no ensino superior desde 2012, levando o Ministério da Educação a investigar a sustentabilidade financeira de várias instituições de ensino, no sentido de averiguar se tinham condições para funcionar ou deveriam ser encerradas. A cooperativa CITE determinou o encerramento do Instituto em 31 de Dezembro de 2015, decisão que foi confirmada por um Despacho do Secretário de Estado do Ensino Superior de 24 de Janeiro do ano seguinte. O motivo apontado para o encerramento foi o reduzido número de alunos. O estabelecimento foi definitivamente encerrado no final do mesmo ano.
Em 2012, o Instituto Superior Autónomo foi responsável pela organização do Finisterra - Arrábida Film Festival, em conjunto com a empresa Falcão Azul, e com o apoio das Câmaras Municipais de Palmela, Sesimbra e Setúbal. O propósito do festival era promover a região da Arrábida como destino turístico e de cinema, através da produção de filmes de publicidade e documentários. O festival iniciou-se com uma sessão solene nas instalações do Instituto em 22 de Maio, evento que contou com a presença das embaixadas de Espanha, China, Itália, Macau, Indonésia e Marrocos, e representantes das autarquias envolvidas. O festival também permitiu ao Instituto desenvolver a sua área formativa, principalmente nas pós-graduações em cinema documental, tendo sido considerado pelos participantes como uma "valiosa fonte de experiência" nas diversas áreas ligadas à produção cinematográfica, como a produção, realização, edição sonora, imagem e design gráfico.